# سفارة دولة فلسطين لدى بيلاروس
سفارة دولة فلسطين لدى بيلاروس هي الممثلية الدبلوماسية العُليا لدولة فلسطين لدى بيلاروس. تقع السفارة في مينسك.